# Alles Zombies
Alles Zombies ist ein deutscher Film von Sebastian Kutzli aus dem Jahr 2001.

## Handlung
In dem Film-im-Film-Drama (ein Filmteam dreht die Liebesgeschichte zwischen Miriam und Emanuel) verliebt sich Volontär Jan in die Schauspielerin, die eigentlich ein Roboter ist. Zynische Kommentare des Technikers und die Ermutigungen der Kostümfrau treiben Jan dazu, Miriam anzugreifen. Sie gerät außer Kontrolle und treibt ihren menschlichen Partner Emanuel, der ebenfalls Rat bei der Kostümfrau sucht, zur Verzweiflung. Eine Wende tritt ein, als Miriam nach der Begegnung mit Jan wider die Programmierung die Narbe ihres Partners Emanuel berührt.

## Anmerkung
Der Film Alles Zombies ist eine Produktion der Hochschule für Fernsehen und Film München. Ariella Hirshfeld, bekannt vor allem als Katia neben John Malkovich in Raúl Ruiz’ Klimt, gab hier ihr Filmdebüt.